# Vila-rubla
Vila-rubla – miejscowość w Hiszpanii, w Katalonii, w prowincji Lleida, w comarce Alt Urgell, w gminie Montferrer i Castellbò.
Według danych INE z 2005 roku miejscowość zamieszkiwały 4 osoby.